# Онфруа I де Торон
Онфруа I де Торон — норманн, сеньор Торона.
Впервые упоминается в начале 1115 года как вассал Жослена де Куртенэ, князя Галилеи. Замок Торон был построен в 1107 году Гуго де Сент-Омером, вторым князем Галилеи. Вероятно, именно тогда он и был передан Онфруа де Торону, участнику Первого Крестового похода.
Онфруа I определённо был норманном из Италии и, возможно, родственником династии Отвилей, правившей в Южной Италии. В XV веке один из потомков Онфруа называет Танкреда Отвильского своим предком. Согласно же семейной традиции династия вела происхождение из Дании, от викингов.
Онфруа I был отцом Онфруа II де Торона, о его жене ничего не известно.